# Taoufik Makhloufi
Taoufik Makhloufi (Souk Ahras, 29 april 1988) is een Algerijnse middellangeafstandsloper, die is gespecialiseerd in de 800 m en 1500 m. Hij nam tweemaal deel aan de Olympische Spelen en won hierbij in totaal drie medailles, waaronder een gouden op de 1500 m in 2012.

## Loopbaan

### Eerste successen
Makhloufi liet zich voor het eerst op internationaal niveau zien bij de wereldkampioenschappen veldlopen voor junioren in Mombassa, Kenia, waar hij op een anonieme 82e plaats finishte. Twee jaar later deed hij het bij de senioren beter, door bij de Middellandse Zeespelen in het Italiaanse Pescara op de 1500 m in 3.39,37 als vierde net buiten het podium te finishen. Kort daarna verbeterde hij tijdens het Golden Gala, een wedstrijd in de Diamond League-reeks, zijn PR op deze afstand tot 3.34,34. Hij veroverde dat jaar ook zijn eerste nationale titel op dit onderdeel en werd uitgezonden naar de wereldkampioenschappen in Berlijn, waar hij in de halve finale strandde.
In 2010 stelde hij tijdens de Herculis-meeting zijn PR op de 1500 m opnieuw scherper tot 3.32,94, waarmee hij zich dat jaar bij de beste twintig 1500 m-atleten ter wereld schaarde. Bij de Afrikaanse kampioenschappen wist hij op de 1500 m de finale te bereiken, maar slaagde er niet in om de finish te halen.

### Internationale doorbraak
In 2011 kwam Makhloufi tot een beste 1500 metertijd van 3.34,4, werd hij voor de tweede maal nationaal kampioen op zijn favoriete afstand en werd hij wederom geselecteerd voor deelname aan de wereldkampioenschappen, die ditmaal in Daegu, Zuid-Korea, plaatsvonden. Opnieuw haalde hij de finale niet. Op de Afrikaanse Spelen volgde dat jaar zijn definitieve internationale doorbraak. Op de 1500 m behaalde hij achter enkele sterke Kenianen een bronzen medaille en veroverde hij zijn eerste goud in de finale van de 800 m.  

### Goud op Olympische Spelen
Makhloufi maakte zijn olympisch debuut in 2012 op de Olympische Spelen van Londen. Op de 800 m stapte hij tijdens de kwalificaties vrijwel onmiddellijk uit de wedstrijd. De IAAF wilde hem aanvankelijk uitsluiten van verdere deelname aan de Olympische Spelen wegens een gebrek aan inspanning. Op basis van een medische verklaring mocht hij later alsnog deelnemen aan de finale van de 1500 m. Makhloufi won deze in een tijd van 3.34,08.

### Tweemaal olympisch zilver
Op de Olympische Spelen van 2016 in Rio de Janeiro nam Makhloufi deel aan zowel de 800 m als de 1500 m. Op beide onderdelen veroverde hij een zilveren medaille. Op de 800 m deed hij dat achter winnaar David Rudisha in 1.42,61, een nationaal record.

## Titels
- Olympisch kampioen 1500 m - 2012
- Afrikaanse Spelen kampioen 800 m - 2011
- Afrikaans kampioen 800 m - 2012
- Algerijns kampioen 800 m - 2010
- Algerijns kampioen 1500 m - 2009, 2011

## Persoonlijke records
Outdoor
| Onderdeel   | Prestatie    | Datum            | Plaats         |
| ----------- | ------------ | ---------------- | -------------- |
| 800 m       | 1.42,61 (NR) | 15 augustus 2016 | Rio de Janeiro |
| 1000 m      | 2.13,08 (NR) | 1 juli 2015      | Tomblaine      |
| 1500 m      | 3.28,75      | 17 juli 2015     | Monaco         |
| 1 Eng. mijl | 3.52,16      | 31 mei 2014      | Eugene         |

## Prestaties

### 800 m
- 2010:  Algerijnse kamp. - 1.48,39
- 2011:  Afrikaanse Spelen - 1.46,32
- 2012:  Afrikaanse kamp. - 1.43,88
- 2012: DNF series OS
- 2016:  OS - 1.42,61

Diamond League-podiumplaatsen
- 2012:  DN Galan – 1.43,71
- 2014:  Shanghai Golden Grand Prix – 1.44,73
- 2015:  Prefontaine Classic – 1.45,17
- 2015:  Weltklasse Zürich – 1.45,62
- 2016:  Meeting International Mohammed VI d'Athlétisme de Rabat – 1.44,91

### 1500 m
- 2009: 4e Middellandse Zeespelen - 3.39,37
- 2009: 9e in ½ fin. WK - 3.37,87
- 2011:  Algerijnse kamp. - 3.54,26
- 2011:  Afrikaanse Spelen - 3.39,99
- 2011: 11e in ½ fin. WK - 3.50,86
- 2012:  OS - 3.34,08
- 2015: 4e WK - 3.34,76
- 2016:  OS - 3.50,11
- 2019:  WK - 3.31,38

Diamond League-podiumplaatsen
- 2014:  Memorial Van Damme – 3.31,78
- 2015:  Herculis – 3.28,75
- 2016:  Herculis – 3.31,35

### 1 Eng. mijl
Diamond League-podiumplaatsen
- 2016:  Bislett Games – 3.52,24

### veldlopen
- 2007: 82e WK junioren - 28.18

1896: Teddy Flack ·
1900: Charles Bennett ·
1904: Jim Lightbody ·
1908: Mel Sheppard ·
1912: Arnold Jackson ·
1920: Albert Hill ·
1924: Paavo Nurmi ·
1928: Harri Larva ·
1932: Luigi Beccali ·
1936: Jack Lovelock ·
1948: Henry Eriksson ·
1952: Josy Barthel ·
1956: Ron Delany ·
1960: Herb Elliott ·
1964: Peter Snell ·
1968: Kipchoge Keino ·
1972: Pekka Vasala ·
1976: John Walker ·
1980: Sebastian Coe ·
1984: Sebastian Coe ·
1988: Peter Rono ·
1992: Fermín Cacho ·
1996: Noureddine Morceli ·
2000: Noah Ngeny ·
2004: Hicham El Guerrouj ·
2008: Asbel Kiprop ·
2012: Taoufik Makhloufi ·
2016: Matthew Centrowitz ·
2020: Jakob Ingebrigtsen ·
2024: Cole Hocker